# Miriam Freeland
Miriam Freeland (Río de Janeiro, 11 de octubre de 1978) es una actriz brasileña.

## Filmografía

### Televisión
| Año  | Título                            | Personaje                       |
| ---- | --------------------------------- | ------------------------------- |
| 1994 | A Viagem                          | Cristina                        |
| 1996 | Perdidos de Amor                  | Antonia                         |
| 1996 | O Campeão                         | Daniela                         |
| 1997 | Caça Talentos                     | Carolina                        |
| 1999 | Mulher                            | Katia                           |
| 2000 | El clavel y la rosa               | Cândida Lacerda (Candoca)       |
| 2002 | Tierra Esperanza                  | Beatriz Francine de Albuquerque |
| 2004 | Um Só Coração                     | Patrícia Galvão (Pagu)          |
| 2005 | Esas mujeres                      | Emília Duarte (Milla)           |
| 2006 | Bicho do Mato                     | Ruth Sampaio                    |
| 2008 | Os Mutantes - Caminhos do Coração | Marta Pureza                    |
| 2009 | Poder paralelo                    | Ligia Brandão                   |
| 2012 | Máscaras                          | Maria Salles Benaro             |
| 2015 | Detetives do Prédio Azul          | Lena                            |
| 2016 | Josué y la tierra prometida       | Rahab, la ramera.               |
| 2018 | Tempo de Amar                     | Gilka Machado                   |